# Богословський Євген Васильович

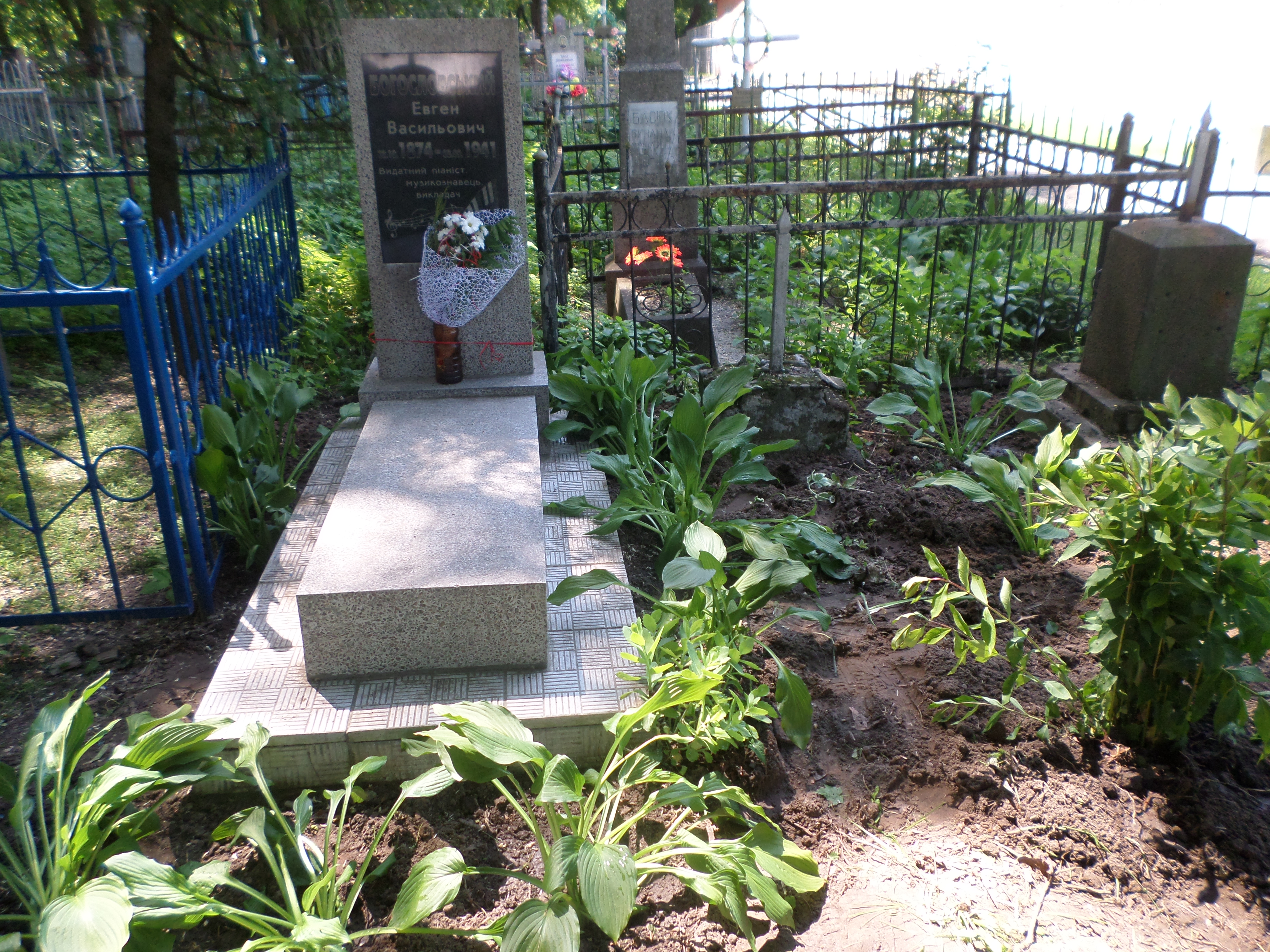
Пам"ятник на могилі Є. В. Богословського на Петропавлівському цвинтарі в Чернігові.

Богословський Євген Васильович (*13 грудня (25 грудня за новим стилем) 1874, Нижній Новгород — † 8 вересня 1941, Чернігів) — піаніст, музикознавець, композитор, професор Московської консерваторії (1916—1919), музично-суспільний діяч.

## Життєпис
Народився у Нижньому Новгороді, в сім'ї вчителя Богословського Василя Івановича ,13 грудня (25 грудня за новим стилем) 1874 року. Його мати, Феоктиста Омельянівна, була музично освіченою людиною, гарною піаністкою, родом із сім'ї Давидовських, з якої також вийшов відомий диригент та композитор Г. М. Давидовський. Мати рано помітила музичні здібності сина і всіляко сприяла їх розвиткові.
Після закінчення Нижньо-Новгородської класичної гімназії він вступає до Харківської музичної школи Пушечнікової, яка дала йому гарну музичну основу, прищепила любов до української музики та української народної пісні, що пізніше позначилося в його аналізі української пісні та творчості українських композиторів.
У 1892 році Є. Богословський вступив до Харківського університету на історично-філологічний факультет, та згодом перейшов до Московського університету на той же самий факультет, який закінчив з дипломом першого ступеню. Одночасно він вступив до Московської консерваторії (1894—1900), яку закінчив з медаллю. Його однокурсниками були відомі музиканти: Р. Глієр, М. Метнер, Г. Беклемішев, М. Пресс, К. Сараджев.
Коло наукових інтересів Є. Богословського було дуже широким: російський музичний фольклор, творчість російських композиторів ХІХ — ХХ століть (особливо захоплювався Танєєвим і Скрябіним), проблеми зарубіжної музики. Він також спеціально займався вивченням історії розвитку органа та фортепіано, а також літератури, написаної для цих інструментів.
У змістовному, широкому за змістом курсі історії фортепіанної літератури Є. Богословський розглядав питання еволюції форм і стилів фортепіанної музики. Саме у цей час було підготовлене ґрунтовне дослідження на тему «Історія фортепіанної музики від початку до Бетховена включно». На жаль, Є. Богословський недовгий час працював професором консерваторії.
1919 року важке нервове захворювання примусило його покинути консерваторію і переїхати до Чернігова.
Тоді ж у Чернігові з нагоди дня заснування Губернського відділу народної освіти була створена театрально-музична секція, музичний відділ якої очолив професор Є. В. Богословський. Секцією була намічена реформа музичної освіти та виховання.
Починаючи з 1921 року, Є. Богословський повертається до викладацької та наукової роботи, працює заступником по навчальній частині щойно поновленого Чернігівського радянського музичного училища, викладає спеціальне фортепіано, теорію, гармонію, історію музики.
Загинув 8 вересня 1941 року в селі Буди, на березі річки Здвижи, біля Чернігова, від кулі невідомого бандита. Тут же був і похован. Перепоховання відбулося навесні 1942 року на Чернігівському Петропавлівському цвинтарі, де були поховані його рідні-мати, брат і сестра.

## Науковий доробок
Основна наукова робота, над якою працював все своє життя Богословський — це «Загальна історія музики», яку він пише українською та російською мовами. Ще одне ґрунтовне теоретичне дослідження Є. Богословського — цілком завершена праця «Історія фортепіанної музики від початку до Бетховена включно» . У цій праці вчений аналізує шляхи розвитку літератури для клавішних інструментів: від ранніх зразків для органу — до сучасної йому фортепіанної літератури.